# Intérieur (Vuillard)
Pour les articles homonymes, voir Intérieur.
Intérieur – en forme longue Intérieur. Madame Vuillard et Grand-Mère Roussel à L'Étang-la-Ville – est un tableau réalisé par le peintre français Édouard Vuillard vers 1902. Cette huile sur carton représente un intérieur sombre dans lequel deux femmes assises sont occupées à leur couture à la lumière d'une fenêtre. Les modèles sont la mère de l'artiste et celle de son beau-frère Ker-Xavier Roussel, la scène se déroulant à La Montagne, la maison de ce dernier à L'Étang-la-Ville. L'œuvre est aujourd'hui conservée au musée d'Art de Dallas, à Dallas, au Texas, dans le Sud des États-Unis.